# Incidente de Kong Qingdong de 2012
En enero de 2012, el profesor de la Universidad de Pekín, Kong Qingdong, hizo comentarios televisados en los que sugería que muchas personas de Hong Kong eran desleales a China y aún albergaban una mentalidad colonial. Kong Qingdong llamó a la gente de Hong Kong "perros" en respuesta a un video en línea publicado sobre un niño de China continental comiendo en el metro, que está prohibido por las regulaciones del MTR. Esto provocó una serie de campañas contra Kong Qingdong en Hong Kong. Unas 150 personas se reunieron en la Oficina de Enlace en Hong Kong el 22 de enero para protestar por los comentarios de Kong.
Las protestas tuvieron lugar en un contexto de crecientes tensiones entre los ciudadanos de Hong Kong y los chinos continentales, incluida la publicación de una encuesta que indica que la gente de Hong Kong se siente cada vez más separada a la gente de China continental.
En el momento de las protestas, el sentimiento anti-China continental en Hong Kong había ido en aumento debido a la gran afluencia de madres de China continental que llegaban a Hong Kong para dar a luz, en gran parte para que sus hijos recibieran el derecho de residencia en Hong Kong y los servicios sociales hongkoneses.

## Antecedentes

### Identidad cultural
Desde 1997, el profesor de la Universidad de Hong Kong, Robert Chung había estado realizando encuestas regularmente sobre cómo los residentes de Hong Kong ven su propia identidad. De particular importancia fue la comparación entre los residentes de Hong Kong que preferían ser identificados principalmente como "hongkoneses" en lugar de "chinos", en gran parte como resultado de que muchos habitantes de Hong Kong abrigaban valores culturales y políticos que se consideraban distintos de los de China.
En diciembre de 2011, la encuesta de Chung mostró que el 63% de las personas se consideraban primero "hongkoneses" y solo el 34% pensaba primero en la misma forma de ser "chinos". Esta es la proporción más alta de quienes se consideran principalmente como "hongkoneses" desde la transferencia de soberanía a China en 1997. Después de que Chung publicara sus resultados, dos periódicos pro-Beijing en Hong Kong, Wen Wei Po y Ta Kung Pao, alegaron que Chung era un "estafador político" con "malas intenciones" para incitar a la gente a negar que son chinos. Un columnista pro-Beijing preguntó si las acciones de Chung eran subversivas y si su beca fue el resultado de un soborno político. Chung rechazó las acusaciones de parcialidad y emitió una declaración de que " las difamaciones al estilo de la Revolución Cultural no conducen a la construcción de la identidad nacional china entre la gente de Hong Kong".
Profesor Dixon Sing de la Universidad de Ciencia y Tecnología de Hong Kong también fue blanco de críticas. En diciembre de 2011, los periódicos alegaron que era un "perro vicioso entrenado por Occidente" en contra de China porque concedió entrevistas a los medios de comunicación de Falun Gong. Pero algunos sospechan que el problema real puede tener su apoyo en el referéndum de los cinco distritos electorales de 2010, un conjunto de elecciones parciales deliberadamente desencadenadas con la intención de mostrar el respaldo del público de Hong Kong a las reformas democráticas en el territorio. Desde entonces, el sindicato de estudiantes ha salido a proteger al profesor Sing en una declaración pública sobre la violación de la política de ¨un país, dos sistemas¨. Creían que, independientemente de las opiniones a favor del status quo o la democracia, las opiniones deben ser respetadas para que exista la libertad académica.

### Influencia del turismo de nacimiento
El 1 de enero de 2012, más de 1500 mujeres embarazadas y madres con recién nacidos realizaron una protesta contra el número de madres de China continental que dieron a luz en Hong Kong. En 2001, el Tribunal de Apelación Final falló que los hijos nacidos en Hong Kong de ciudadanos chinos tenían derecho a residir en Hong Kong incluso si sus padres habían entrado en el territorio como turistas. Esta decisión provocó un fuerte aumento en el número de madres de China continental que vienen a Hong Kong para dar a luz. En 2011, casi la mitad de todos los bebés nacidos en Hong Kong nacieron de madres de China continental. Hong Kong tiene una de las tasas de natalidad más bajas del mundo, por lo que la ola de partos en los hospitales de Hong Kong ejerció una presión significativa sobre los recursos de atención médica en el territorio. Las enfermeras de la región han acusado al gobierno de incompetencia y han presionado para que se dé prioridad a los residentes de Hong Kong. En 2012, el gobierno de Hong Kong redujo la cuota para el número de mujeres de China continental a las que se les permite dar a luz en hospitales públicos. El llamado a la cuota se realizó después de que los propios médicos hicieran un llamado público para presionar al gobierno para que detenga la cantidad de bebés permitidos, ya que los recursos se agotaban demasiado. El límite se estableció en 3400 para los hospitales públicos y 31 000 para los hospitales privados.
El jefe ejecutivo, Donald Tsang, anunció un plan de cuatro puntos para contener la ola de "turistas de nacimiento¨. Se impusieron fuertes cargos a las personas no locales que se presentan para dar a luz de inmediato. El Departamento de Inmigración recibió más recursos en los controles fronterizos para detener a las madres sospechosas que buscan dar a luz en el territorio antes de cruzar la frontera. También se pidió a las autoridades locales que reprimieran a las personas que ayudan a las mujeres que ingresan al territorio con el propósito de dar a luz. Se llevarían a cabo más redadas en hoteles sin licencia que atienden a mujeres embarazadas. Aproximadamente HK $ 6.6 millones de deudas incobrables de los hospitales públicos entre 2010 y 2011 provinieron de madres no locales que no pagaron sus facturas.

### Inversión en propiedades
Muchos ciudadanos de Hong Kong culpan a los ricos chinos de llevar los precios de las propiedades más allá del alcance de los ciudadanos locales. En 2011, China continental compró un tercio de todos los pisos residenciales en Hong Kong, según la investigación de Nomura. Los precios de las viviendas también aumentaron hasta un 70% desde 2009.

## Incidente

### Controversia "Niño comiendo en el metro"
En enero de 2012, Ken Wai, un pasajero de Hong Kong, pidió a una mujer de China continental y a su hijo que dejaran de comer en el MTR. Está prohibido comer y beber en el MTR. Mientras el niño dejaba de comer, la madre reaccionó con hostilidad hacia Wai. El personal del metro se vio obligado a detener el tren y pedir a ambas partes que se bajaran del tren para resolver su disputa. Los videos de la disputa se grabaron y luego se compartieron en línea y rápidamente se volvieron virales. El 18 de enero, el Sr. Wai realizó una entrevista con la agencia de noticias Xinhua sobre el tema y expresó su enojo.

#### Comentarios de Kong Qingdong
El incidente fue visto como el resultado de tensiones sociales en ese momento. Obtuvo una amplia gama de respuestas, de las cuales la más notable provino de Kong Qingdong, un profesor de la Universidad de Pekín conocido por sus comentarios vulgares sobre temas políticos y sociales, así como por su nacionalismo chino. Al comentar en el sitio web, Kong dijo: "Ustedes los habitantes de Hong Kong son chinos, ¿verdad? Pero hasta donde yo sé, mucha gente de Hong Kong no cree que sea china. Afirman que 'nosotros' somos hongkoneses, 'ustedes' son chinos. Son unos bastardos. Ese tipo de personas solían correr perros para los colonialistas británicos. Y hasta ahora, los habitantes de Hong Kong todavía son perros. No son humanos". Kong luego afirmó que los hongkoneses no habían aceptado su responsabilidad de hablar el "idioma chino real" debido a los "residuos del colonialismo". Luego amenazó: "Si los hongkoneses continúan discriminando a los continentales de esa manera, entonces no proporcionaremos agua, verduras, frutas y arroz al territorio (…) ¿Podrían sobrevivir todavía los habitantes de Hong Kong? Vayan a buscar ayuda a su papá británico".
Las declaraciones de Kong fueron ampliamente publicitadas y rápidamente suscitaron controversia; respondiendo a las críticas, Kong Qingdong afirmó que hizo los comentarios en beneficio de la gente de Hong Kong, y que solo llamó perros a "algunos" hongkoneses. Según Ming Pao, Kong afirmó que "la gente normal, la gente educada, debería entender lo que él quería decir", y que "hay 'perros' en todas partes. Algunas personas de Beijing son perros. Si alguien realmente dice que todos los hongkoneses son perros, entonces estoy de acuerdo, esa persona debería disculparse. Dado que la única parte que afirma que los habitantes de Hong Kong son perros es Southern Daily. ¡Exijo que se disculpen tanto con la gente de Hong Kong como conmigo!" La red de videos en línea que publicó los comentarios de Kong afirmó más tarde que las opiniones de Kong no representan las de la red.

## Protestas
Muchos hongkoneses se enfurecieron por los comentarios de Kong, y la revista Open de Hong Kong pidió abiertamente que se prohibiera la entrada de Kong a Hong Kong, además de sugerir que el Partido Comunista de China ha estado apoyando a Kong Qingdong. También se renovaron las peticiones para expulsar a Kong de la Universidad de Pekín, que se solicitó anteriormente cuando rechazó una entrevista con el periódico liberal chino Southern Weekly con una serie de blasfemias.
El 22 de enero de 2012, unos 150 manifestantes se reunieron en Oficina de Enlace en Hong Kong para protestar contra la declaración de Kong Qingdong. La gente traía a sus perros y portaba carteles que decían "No somos perros". Algunos manifestantes afirmaron que a los hongkoneses no les gusta el Partido Comunista precisamente porque, en sus opiniones, el Partido había deformado la verdadera cultura y tradición chinas.

## Reacción

### Kong Qingdong
Kong criticó la protesta como "un intento de suprimir (su) libertad de expresión a través de la acción del gobierno". La reacción china a las declaraciones de Kong se había dividido; mientras que algunos criticaron su insulto al pueblo de Hong Kong, otros han expresado su apoyo a Kong.

### Candidatos electorales de Hong Kong
Ambos candidatos a la presidencia de Hong Kong, Henry Tang y Leung Chun-ying, criticaron la declaración de Kong. Henry Tang respondió diciendo que el profesor Kong debe ser responsable de su propia declaración y que los hongkoneses no son perros. Hizo hincapié en que así es como los ciudadanos de Hong Kong se tratan entre sí en una sociedad libre. Por otro lado, Leung Chun-ying dijo que la declaración de Kong en realidad no reflejaba las opiniones de China continental. Añadió que esto es parte del espíritu hongkonés de respetar la ley y que Kong Qingdong no debería reaccionar de forma exagerada.

### Otras respuestas notables
- El destacado artista y disidente chino Ai Weiwei se quejó de la tolerancia de la Universidad de Pekín hacia el comportamiento de Kong Qingdong y calificó a la Universidad de Pekín como "un nido de tortugas".[25]
- Susan Tse, una actriz de ópera de Hong Kong y descendiente de Confucio, criticó la "falta de tolerancia y respeto" de Kong Qingdong hacia el pueblo de Hong Kong. Tse sugirió además que Kong debería disculparse con el pueblo de Hong Kong.[26]
- El erudito chino y personalidad de la televisión Yi Zhongtian criticó los comentarios de Kong, calificando la caracterización de los hablantes de dialectos no mandarín como "bastardos" como una "afrenta a miles de millones de hablantes no mandarín en China", y como tal Yi "preferiría ser un bastardo que estar de acuerdo con Kong".[27]
- El actor de Hong Kong Anthony Wong también reprendió los comentarios de Kong, sugiriendo que "si la gente de Hong Kong son perros, entonces Kong Qingdong es un pariente consanguíneo de los perros".
- Yzzk (revista de Asia) realizó un análisis, quien dio muchos ejemplos de enlaces populares de YouTube que mostraban el mal comportamiento de los chinos continentales todos los días en Hong Kong causando enojo. También destaca muchos "eventos chinos", como la lucha por la democracia durante la protesta de 1989, la ayuda con los activistas necesitados, la ayuda con la disputa territorial de las islas Diaoyutai, la ayuda en casos de desastre (terremoto de Sichuan de 2008) y muchos más eventos en los que participaron los ciudadanos de Hong Kong y fueron pasados por alto.[28]
- Jack So, expresidente del MTR y miembro de la CCPPCh que nació en Taiwán,[29] dijo: "Todos somos iguales, todos somos chinos con los mismos apellidos".[30]

## Controversia publicitaria

El polémico anuncio pagado por los ciudadanos de Hong Kong, que muestra a los habitantes del continente como langostas en Apple Daily.

### Anuncios anti-China continental
Los miembros del Foro Dorado de Hong Kong recaudaron más de 100 000 dólares de Hong Kong para comprar un anuncio de página completa en Apple Daily. El anuncio se publicó el miércoles 1 de febrero de 2012 y presentaba una langosta gigante que dominaba el horizonte de la ciudad de Hong Kong. Las langostas representan estereotipadamente a la China continental. El anuncio dice: "¿Le gustaría ver a Hong Kong gastar 1 millón de dólares de Hong Kong cada 18 minutos en los hijos de no hongkoneses? ¡Los hongkoneses han tenido suficiente! Exigimos enérgicamente que se detenga la infiltración ilimitada de parejas del continente en Hong Kong". El anuncio también emplea el término derogatorio "doble ilegitimidad", que se refiere a los residentes de Hong Kong con ambos padres en situación ilegal dentro del territorio. Los manifestantes también argumentaron en contra del artículo 24 de la Ley Básica de Hong Kong , aunque Rita Fan ya ha dicho que estos recién nacidos no califican para el derecho de residencia.
Los manifestantes hongkoneses también lanzaron grupos anti-China continental en Facebook que alcanzaron una gran popularidad, lo que llevó a los medios locales a referirse a este como una "campaña contra las langostas". Al menos una entrada en Sina Weibo ha vuelto a publicar 97 000 veces y ha recibido 30 000 comentarios según Global Times.
La Comisión de Igualdad de Oportunidades de Hong Kong expresó su preocupación por el anuncio de página completa; el presidente Lam Woon-kwong dijo que los comentarios difamatorios aumentarán la tensión social y la hostilidad y pidió tolerancia y un debate racional.

### Respuesta de China continental
Los blogs de China continental lanzaron un anuncio de represalia contra el insulto de las langostas, afirmando que "si no fuera por la China continental que te tratara como a un hijo, habrías muerto hace mucho tiempo. No debemos permitir que este hijo [Hong Kong] viaje más sobre nuestros hombros. ¡Cortemos temporalmente el agua, la electricidad y la comida del hijo!"

### Anuncio de imitación en Shanghái
Un anuncio similar duplicado de las bases de Shanghái reutilizó la misma imagen publicada en el foro dorado de Hong Kong, pero se cambiaron las palabras. Este anuncio de imitación afirma que se gastan 4000 millones de RMB cada año para subsidiar a los no locales en Shanghái. En el dialecto shanghainés declara "los shanghaineses han tenido suficiente. Debido a que ha venido por la fiebre del oro, tenemos que recibir a 17 566 700 forasteros".

## Controversias adicionales

### Muro de la democracia
Alrededor del 7 de febrero, en el muro de la Democracia de la Universidad Politécnica de Hong Kong, aparecieron grandes caracteres que inscribían las palabras en caracteres chinos: "Anti-langostas". El caso ha estado bajo investigación. Algunos estudiantes creen que este tipo de vandalismo en el muro de la democracia es solo una respuesta a que la sociedad de China continental no tolera la democracia.

### La tensión se extiende a las universidades
La tensión entre Hong Kong y China continental se ha extendido a las universidades donde, entre 2010 y 2011, los estudiantes de China continental recibieron 2/3 de las becas. Para empezar, había recursos limitados disponibles, ahora los hongkoneses tienen que competir con los chinos continentales por educación, becas y trabajos después de estudiar. El rector de la Universidad China de Hong Kong, Joseph Sung, ha reconocido la inquietud por la situación. Las diferencias culturales también se suman a la tensión en la que muchos estudiantes de Hong Kong y China continental no pueden vivir juntos en algunos campus.

### La tensión se extiende a Singapur
Un estudiante de China continental Sun Xu de la provincia de Jiangsu con una beca del gobierno chino en la Universidad Nacional de Singapur escribió un mensaje "en Singapur hay más perros que humanos" en foros de Internet. Sun Xu enfrentó acciones disciplinarias y la embajada china se disculpó por el comentario. Se dice que el comentario de Sun Xu está influenciado por Kong Qingdong. Si bien el comentario ha planteado muchos problemas, algunas personas han estado de acuerdo. Un comentario seguido por un Sr. Lin que dijo "Los singapurenses son descendientes de Yan y el Emperador Amarillo que sangran sangre china. No es necesario cambiar el nombre de un chino a singapurense".

### Conflicto entre reporteros de Hong Kong y China continental
El 10 de marzo de 2012, el gobernador de Cantón, Zhu Xiaodan, celebró una conferencia de prensa sobre la cuestión del "turismo de nacimiento" de China continental. Cuando la conferencia estaba a punto de terminar, el reportero de RTHK Chan Liu-ling pidió que los reporteros de Hong Kong tuvieran la oportunidad de hacer preguntas. En cambio, el presentador dejó que el reportero Lu Hong-chao del Hong Kong Commercial Daily (propiedad del Grupo de Prensa de Shenzhen de China continental) hiciera la última pregunta. Como Lu es un chino continental, algunos reporteros de Hong Kong estaban descontentos y dijeron "No es de Hong Kong". Después de la conferencia de prensa, estalló una pelea entre Lu y el reportero de TVB Cheng Sze-ting. Lu, quien pensó que Cheng hizo el comentario, supuestamente comenzó la pelea, empujándola y sacando su pase de periodista de su pecho. Cuando Lu Hong-chao intentó irse, Cheng Sze-ting, Chan Miu-ling y otros reporteros de Hong Kong lo rodearon y pidieron disculpas.